# Eudorylas meniscatus
Eudorylas meniscatus är en tvåvingeart som beskrevs av Yang och Xu 1998. Eudorylas meniscatus ingår i släktet Eudorylas och familjen ögonflugor. Inga underarter finns listade i Catalogue of Life.